# Manfred Gelpke
Manfred Gelpke (født 3. marts 1940 i Dresden) er en tysk tidligere roer.

## Karriere

### Roning
I begyndelsen af sin karriere roede Gelpke toer uden styrmand og hentede der to sølvmedaljer ved de østtyske mesterskaber i 1963 og 1964. Sammen med en ny makker, Klaus Jacob, blev han østtysk mester i båden i 1966. Begge disse to skiftede så til otteren og blev her østtyske mestre i 1968.
Samme år blev otteren delt op, så Gelpke og Jacob kom til at ro firer med styrmand sammen med  Peter Kremtz, Roland Göhler og styrmand Dieter Semetzky og kom med til OL 1968 i Mexico City. Her vandt østtyskerne deres indledende heat og deres semifinale, men i finalen var det New Zealand, der noget overraskende sikrede sig sejren mere end to sekunder foran østtyskerne, der fik guld, mens Schweiz blev nummer tre.
Denne firer med styrmand sluttede sin karriere med at blive østtyske mestre i 1969. I 1970 roede han igen otter og var med til at vinde sølv ved de østtyske mesterskaber dette år.

### Videre karriere
Gelpke studere idræt på DHfK i Leipzig og blev senere idrætslærer.

## OL-medaljer
- 1968:  Sølv i firer med styrmand